# Magnar Ødegaard
Magnar Ødegaard (Fredrikstad, 11 maggio 1993) è un calciatore norvegese, difensore del Sarpsborg 08.

## Caratteristiche tecniche
Ødegaard viene schierato prevalentemente come terzino destro o come difensore centrale. Ha una buona tecnica di base, è fisicamente forte ed è in grado di mantenere la calma nelle situazioni di pressione.

## Carriera

### Club
Ødegaard ha iniziato la carriera professionistica con la maglia del Sarpsborg 08. Ha debuttato nella 1. divisjon con questa maglia, in data 7 giugno 2009: è stato titolare nella sconfitta per 3-0 in casa dell'Alta. Il 30 giugno 2010 ha segnato la prima rete, nel pareggio per 2-2 contro l'Hønefoss, in un match valido per l'edizione stagionale del Norgesmesterskapet. Il 22 agosto è arrivato il primo gol in campionato, nel successo casalingo per 3-2 sul Løv-Ham.
Nell'estate 2010, Ødegaard è stato invitato dal Brescia per sostenere un provino. Il difensore ha rifiutato però questa possibilità, a causa del campionato norvegese ancora in corso. Ha esordito nell'Eliteserien in data 10 aprile 2011, schierato titolare nel successo per 1-0 sul Sogndal. A fine stagione, la squadra è tornata in 1. divisjon e il difensore vi è rimasto in forza fino a metà stagione.
Il 12 agosto 2012, il Sarpsborg 08 ha comunicato sul proprio sito ufficiale la cessione di Ødegaard al Molde. Ha esordito in squadra il 7 ottobre, subentrando a Martin Linnes nella vittoria per 3-2 sul Sandnes Ulf.
Il 2 agosto 2013, è passato in prestito con diritto di riscatto al Lillestrøm. Il 21 novembre successivo, il Lillestrøm ha annunciato che il calciatore sarebbe rimasto in prestito anche per la stagione successiva.
Il 17 dicembre 2014, il Molde ha annunciato sul proprio sito internet d'aver ceduto Ødegaard al Tromsø a titolo definitivo. Il giocatore ha firmato un contratto triennale. Il 30 gennaio 2017 ha rinnovato il contratto che lo ha così legato al club fino al 31 dicembre 2018, data in cui ha lasciato la squadra a parametro zero. In quattro stagioni ha collezionato 114 presenze in Eliteserien (o Tippeligaen, vecchia denominazione del massimo campionato norvegese usata fino al 2016).
Il 14 febbraio 2019, Ødegaard ha firmato un breve contratto valido fino al successivo 31 luglio con i campioni di Svezia in carica dell'AIK, che hanno deciso di tesserare il difensore norvegese per cautelarsi a fronte dell'ennesimo infortunio occorso a Joel Ekstrand. Nel mese di marzo, quando il campionato non era ancora iniziato, Ødegaard ha giocato tre partite di Coppa di Svezia ma poi non è più stato utilizzato dal tecnico Rikard Norling, tanto da non riuscire a collezionare presenze in Allsvenskan. A luglio il club ha fatto sapere che non si sarebbe avvalso dell'opzione di rinnovo del contratto in scadenza a fine mese.
Terminato il contratto con l'AIK, Ødegaard ha fatto ritorno in Norvegia firmando un contratto di un anno e mezzo con il Sarpsborg 08, la squadra con cui aveva debuttato a livello senior.

## Statistiche

### Presenze e reti nei club
Statistiche aggiornate al 31 luglio 2019.
| Stagione            | Club                | Campionato          | Campionato | Campionato | Coppe nazionali | Coppe nazionali | Coppe nazionali | Coppe continentali | Coppe continentali | Coppe continentali | Supercoppe | Supercoppe | Supercoppe | Totale | Totale |
| Stagione            | Club                | Comp                | Pres       | Reti       | Comp            | Pres            | Reti            | Comp               | Pres               | Reti               | Comp       | Pres       | Reti       | Pres   | Reti   |
| ------------------- | ------------------- | ------------------- | ---------- | ---------- | --------------- | --------------- | --------------- | ------------------ | ------------------ | ------------------ | ---------- | ---------- | ---------- | ------ | ------ |
| 2009                | Sarpsborg 08        | 1D                  | 17+3       | 0          | CN              | 0               | 0               | -                  | -                  | -                  | -          | -          | -          | 20     | 0      |
| 2010                | Sarpsborg 08        | 1D                  | 20         | 1          | CN              | 3               | 1               | -                  | -                  | -                  | -          | -          | -          | 23     | 2      |
| 2011                | Sarpsborg 08        | ES                  | 19         | 0          | CN              | 3               | 0               | -                  | -                  | -                  | -          | -          | -          | 22     | 0      |
| gen.-ago. 2012      | Sarpsborg 08        | 1D                  | 15         | 0          | CN              | 3               | 1               | -                  | -                  | -                  | -          | -          | -          | 18     | 1      |
| ago.-dic. 2012      | Molde               | ES                  | 2          | 0          | CN              | -               | -               | UCL+UEL            | 0+2                | 0                  | -          | -          | -          | 4      | 0      |
| gen.-ago. 2013      | Molde               | ES                  | 6          | 0          | CN              | 3               | 0               | UCL                | 0                  | 0                  | -          | -          | -          | 9      | 0      |
| Totale Molde        | Totale Molde        | Totale Molde        | 8          | 0          |                 | 3               | 0               |                    | 2                  | 0                  |            | -          | -          | 13     | 0      |
| ago.-dic. 2013      | Lillestrøm          | ES                  | 1          | 0          | CN              | 0               | 0               | -                  | -                  | -                  | -          | -          | -          | 1      | 0      |
| 2014                | Lillestrøm          | ES                  | 21         | 0          | CN              | 5               | 0               | -                  | -                  | -                  | -          | -          | -          | 26     | 0      |
| Totale Lillestrøm   | Totale Lillestrøm   | Totale Lillestrøm   | 22         | 0          |                 | 5               | 0               |                    | -                  | -                  |            | -          | -          | 27     | 0      |
| 2015                | Tromsø              | ES                  | 30         | 0          | CN              | 2               | 0               | -                  | -                  | -                  | -          | -          | -          | 32     | 0      |
| 2016                | Tromsø              | ES                  | 27         | 0          | CN              | 4               | 0               | -                  | -                  | -                  | -          | -          | -          | 31     | 0      |
| 2017                | Tromsø              | ES                  | 29         | 1          | CN              | 4               | 0               | -                  | -                  | -                  | -          | -          | -          | 33     | 1      |
| 2018                | Tromsø              | ES                  | 28         | 0          | CN              | 3               | 0               | -                  | -                  | -                  | -          | -          | -          | 31     | 0      |
| Totale Tromsø       | Totale Tromsø       | Totale Tromsø       | 114        | 1          |                 | 13              | 0               |                    | -                  | -                  |            | -          | -          | 127    | 1      |
| feb.-lug. 2019      | AIK                 | A                   | 0          | 0          | SC              | 3               | 0               | -                  | -                  | -                  | -          | -          | -          | 3      | 0      |
| ago.-dic. 2019      | Sarpsborg 08        | ES                  | 0          | 0          | CN              | -               | -               | -                  | -                  | -                  | -          | -          | -          | 0      | 0      |
| Totale Sarpsborg 08 | Totale Sarpsborg 08 | Totale Sarpsborg 08 | 71+3       | 1          |                 | 9               | 2               |                    | -                  | -                  |            | -          | -          | 80+3   | 3      |
| Totale              | Totale              | Totale              | 215+3      | 2+0        |                 | 33              | 2               |                    | 2                  | 0                  |            | -          | -          | 253    | 4      |

## Palmarès

### Club

#### Competizioni nazionali
- Campionato norvegese: 1

Molde: 2012